# 潼川直隸州
潼川州，明代和清代設置的直隶州。
元末為四川等处行中书省潼川府，直領郪縣（附郭）、中江縣、射洪縣、鹽亭縣4縣，並有遂寧州（領小溪縣、蓬溪縣）、綿州（領彰明縣、羅江縣），小溪縣於明玉珍時省。洪武四年（1371年）依舊設府，增設普州，領安岳縣，而綿州及所轄2縣改隸成都府。洪武九年（1379年）四月甲午，「改……潼川府為潼川州，革所屬郪縣，改遂寧州為縣」，潼川州為直隸州，遂寧縣與蓬溪縣一起隸於州。同年普州廢，安岳縣改隸於潼川州。成化元年（1465年），州下增設樂至縣，此後州領縣7。潼川府、州、郪縣治在今四川省三台縣。領縣七。清朝雍正十二年（1734年），升潼川府，以其地置三臺縣。

### 引用
1. ↑  《明太祖實錄》卷105
2. ↑  郭紅、靳潤成 著.《中國行政區劃通史 明代卷》. 復旦大學出版社, 2007-08. 第115-116頁.